# Etiam si omnes, ego non
Etiam si omnes, ego non oder Et si omnes ego non (frei übersetzt Auch wenn alle mitmachen, ich nicht) ist ein lateinisches geflügeltes Wort.

## Ursprung und Verwendung

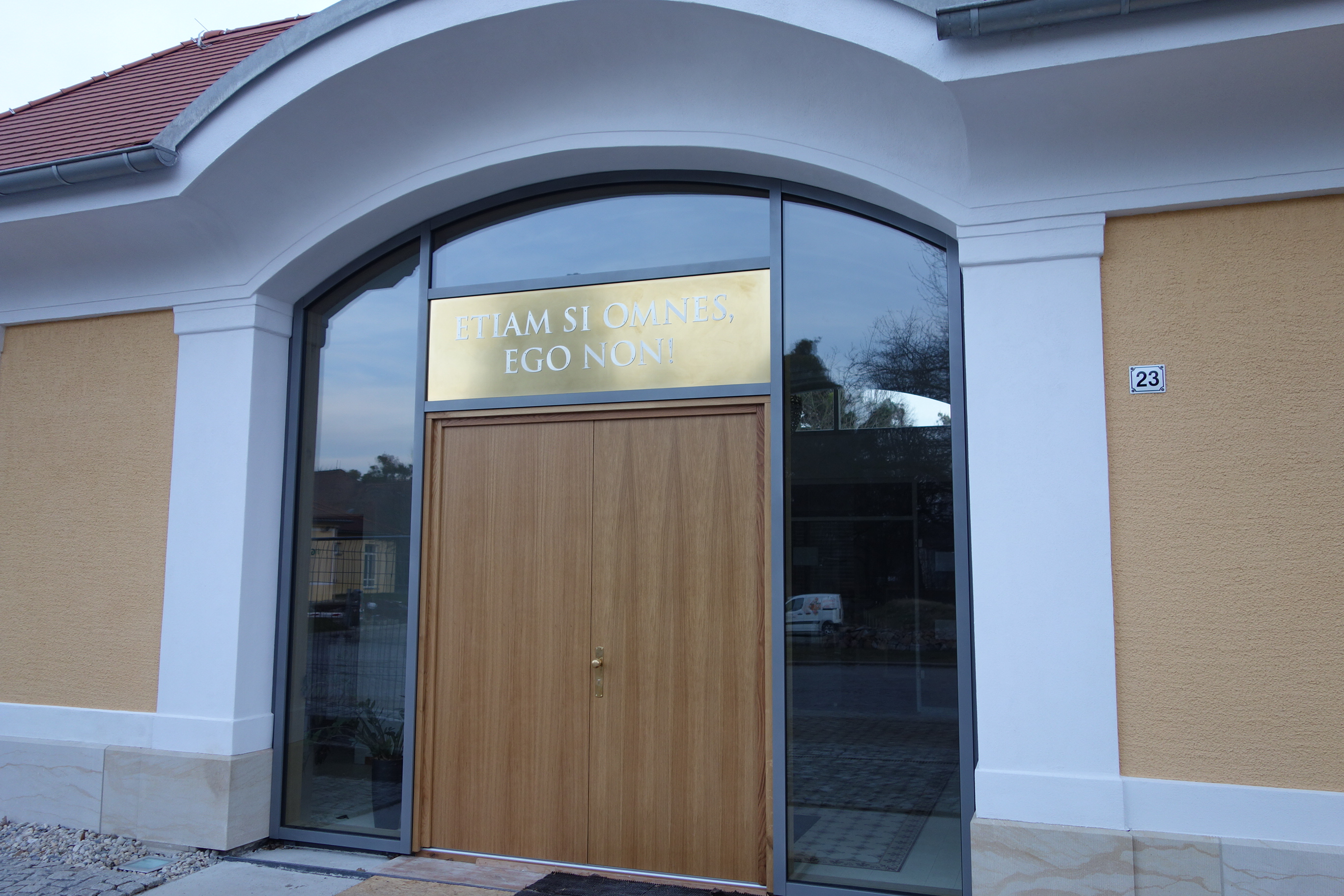
Der Spruch über der Tür eines modernisierten, denkmalgeschützten Hauses auf dem Gelände der ehemaligen Heil- und Pflegeanstalt Sonnenstein bzw. NS-Tötungsanstalt Pirna-Sonnenstein

Der Satz geht zurück auf das Matthäus-Evangelium. Dort heißt es in der Vulgata: Et si omnes scandalizati fuerint in te ego numquam scandalizabor (26,33 ), was in der Einheitsübersetzung ungenau mit Und wenn alle an dir Anstoß nehmen – ich niemals! (26,33 ) wiedergegeben wird. In dem Evangelium wird der Satz von Simon Petrus gesprochen, der Jesus dann später dennoch verleugnet.
Im Markus-Evangelium heißt es: Et si omnes scandalizati fuerint in te, sed non ego (14,29 ) – Auch wenn alle (an dir) Anstoß nehmen – ich nicht! (14,29 ).
Die Formulierung wurde besonders im 20. Jahrhundert zum politischen Wahlspruch, um eine widerständige Haltung in Zeiten der Diktatur zum Ausdruck zu bringen. Sie war beispielsweise der Familienwahlspruch von Philipp Freiherr von Boeselager, Mitglied der militärischen Widerstandsgruppe um Generalmajor Henning von Tresckow, und Oberst Claus Schenk Graf von Stauffenberg, die am 20. Juli 1944 ein Attentat auf Adolf Hitler verübten. Der Spruch ist auch auf den  Balken des Fachwerkhauses der Familie von Boeselager in Kreuzberg (Ahr) zu lesen, das im Jahr 1648 erbaut wurde.
Bekanntheit erlangte das Motto besonders durch Joachim Fest, der den Satz als Zehnjähriger von seinem Vater hörte und ihn im Titel seiner postum erschienenen Autobiographie Ich nicht: Erinnerungen an eine Kindheit und Jugend wieder aufgriff. Angesichts der damaligen Zeitumstände sollte der Satz ausdrücken, dass man unabhängig vom Handeln anderer seiner eigenen Überzeugung folgen und sich einem Unrechtsregime verweigern solle.
Mit gleicher Zielsetzung lautete der Wahlspruch des Bischofs von Münster in der Zeit von 1933 bis 1946, Clemens August Graf von Galen: „nec laudibus nec timore“ („Weder Menschenlob noch Menschenfurcht [soll uns bewegen]“).

### Ein rettendes Komma
Ein ähnlicher Satz steht im Zusammenhang mit der Ermordung der ungarischen Königin Gertrud im Jahr 1213. Aus Empörung über Gertruds Bevorzugung ihrer deutschen Verwandtschaft bildeten ungarische Adlige eine Verschwörung zur Ermordung der Königin. Der Erzbischof von Esztergom und Primas der ungarischen Kirche, János Merániai, soll in einem Brief an die Verschwörer seine Zustimmung erklärt haben mit den Worten: „Reginam occidere nolite timere bonum est si omnes consentiunt ego non contradico“ (als Interlinearübersetzung etwa: Die Königin zu töten nicht zu fürchten ist gut wenn alle zustimmen ich nicht widerspreche). Davon berichten Boncompagno da Signa in seiner Rhetorica novissima, Alberich von Trois-Fontaines in seiner Chronica und Matthäus Paris in seiner Chronica Maiora, die Authentizität der Geschichte wird aber angezweifelt. König Andreas II., ihr Gatte, verklagte den Bischof vor dem Heiligen Stuhl, aber Papst Innozenz III. soll ihn von der Anklage freigesprochen haben, denn der Erzbischof habe nur ein Komma vergessen und eigentlich schreiben wollen: „Reginam occidere nolite timere bonum est si omnes consentiunt ego non, contradico“ (Dass es gut ist, die Tötung der Königin nicht zu fürchten, wenn alle einverstanden sind, ich nicht, ich widerspreche).
Auf dieses Ereignis spielt in Friedrich Schillers Schauspiel Die Räuber der Libertiner Grimm an, wenn er Spiegelbergs Plan zur Gründung einer Räuberbande mit den Worten zustimmt: „Si omnes consentiunt ego non dissentio. Wohlgemerkt, ohne Komma!“ (1. Akt, 2. Szene).